# Sputnikmusic
Sputnikmusic – anglojęzyczny portal muzyczny założony w 2005 roku przez Jeremy’ego Ferwerdę, rozwijany przez użytkowników. Jest poświęcony recenzjom płytowym, dyskografiom wykonawców muzycznych, rankingom i wiadomościom z rynku muzycznego. Serwis był notowany w rankingu Alexa na miejscu 113746.

## Historia i profil
Sputnikmusic został założony w styczniu 2005 roku przez Jeremy’ego Ferwerdę, który jest zarazem jego administratorem. Od momentu powstania Sputnikmusic jest stroną, na łamach której spotykają się miłośnicy muzyki w celu wymiany poglądów, recenzowania albumów i dzielenia się swoimi muzycznymi zainteresowaniami. Główne gatunki muzyczne reprezentowane w Sputnikmusic to: rock alternatywny, muzyka elektroniczna, hip-hop, jazz, heavy metal, pop, punk i rock.
Recenzenci Sputnikmusic dzielą się na 3 kategorie: Staff Reviewers, Contributing Reviewers i Emeritus. Zróżnicowana baza użytkowników umożliwia stworzenie szerokiego spektrum opinii na temat danego wydawnictwa.
Począwszy od 2010 roku publikowana jest coroczna lista najwyżej ocenianych albumów, Top 50 Albums, zestawiona przez Staff Reviewers. Pierwsze miejsca zdobyły kolejno albumy:
- 2010: The Wild Hunt (The Tallest Man on Earth)[5]
- 2011: Bon Iver, Bon Iver (Bon Iver)[6]
- 2012: The Seer (Swans)[7]
- 2013: Loud City Song (Julia Holter)[8]
- 2014: You're Dead! (Flying Lotus)[9]
- 2015: To Pimp a Butterfly (Kendrick Lamar)[10]
- 2016: Blackstar (David Bowie)[11]
- 2017: Sleep Well Beast (The National)[12]
- 2018: Golden Hour (Kacey Musgraves)[13]
- 2019: The Big Freeze (Laura Stevenson)[14]
- 2020: How I’m Feeling Now (Charli XCX)[15]

Recenzje albumów muzycznych Sputnikmusic są cytowane w agregatorze opinii muzycznych Album of the Year.